# 双钩球蛛
双钩球蛛（学名：Theridion pinastri）为球蛛科球蛛属的动物。分布于日本、欧洲以及中国大陆的吉林、山东、河北、山西、陕西、浙江等地，多生活于农田及林区作物间或草丛中。该物种的模式产地在欧洲。